# Сычево (Череповецкий район)
Сычево — деревня в Череповецком районе Вологодской области.
Входит в состав Югского сельского поселения (с 1 января 2006 года по 8 апреля 2009 года входила в Мусорское сельское поселение), с точки зрения административно-территориального деления — в Мусорский сельсовет.
Расстояние до районного центра Череповца по автодороге — 58 км, до центра муниципального образования Нового Домозерова по прямой — 27 км. Ближайшие населённые пункты — Мусора, Захарово, Аксеново, Меледа.
По переписи 2002 года население — 18 человек.